# Alfredo Sandulli
Alfredo Sandulli (Napoli, 12 marzo 1869 – Napoli, 1942) è stato un avvocato, politico e giurista italiano.

## Biografia
Professore di procedura penale all'Università di Napoli, fu candidato nel collegio elettorale di Torre Annunziata alle elezioni politiche del 26 ottobre 1913.

Capo dei moderati del Partito Socialista Italiano della sezione di Torre Annunziata, fu eletto al primo scrutinio con 5259 voti.

Nello stesso collegio fu rieletto sia nelle elezioni del 16 novembre 1919 che in quelle del 15 maggio 1921.

Fece parte della Massoneria.

## Opere
- L'omissione di referto, Roma, Bertero, 1895.
- La diffamazione nelle produzioni letterarie, Varese, La nuova legislazione italiana.
- In tema di adulterio, Napoli, stab. tip. S. Morano, 1909.
- Autorizzazione all'esercizio dell'azione penale : art. 122-123-124-127-197 e 400 del Codice penale, art. 45 dello Statuto, art. 8 e 157 della Legge comunale e provinciale, Torino, Unione Tipografico-Editrice Torinese, 1910.
- Una questione di diritto costituzionale, Milano, Societa editrice libraria, 1910.
- La scuola professionale in Italia, Napoli, stab. tip. F. Golia, 1917.
- Dell'elemento intenzionale nell'immunita giudiziale, Milano, Vallardi, 1919.
- La colpa nelle offese morali, Napoli, Edizioni del giornale La Toga, 1927.
- I delitti nell'arte : ingiuria, diffamazione e oltraggio al pudore, Napoli, Alberto Morano, 1927.
- La diffamazione ed il diritto dello storico e del critico, Milano, Vallardi, 1927.
- La decorrenza del termine per l'appello del procuratore generale contro le sentenze di proscioglimento dell'istruttore, Milano, Vallardi, 1928.
- Plagio letterario e parodia, Napoli, Edizioni del giornale La toga, 1928.
- Il delitto di contagio, Napoli, Edizioni del giornale La toga, 1930.
- L'opera d'arte nel nuovo codice penale, Milano, Vallardi, 1930.
- Insolvenza fraudolenta, Città di Castello, Soc. Anonima Tip. Leonardo Da Vinci, 1932.
- Lesione personale del consenziente, Napoli, A. Miccoli, 1932.
- Rapporto di causalità e concorso di cause, Città di Castello, Società Anonima Tip. Leonardo da Vinci, 1932.
- L'art. 49 del Codice Penale, Città di Castello, Società Anonima Tip. Leonardo da Vinci, 1933.
- Eccesso colposo, Città di Castello, Società Anonima Tip. Leonardo da Vinci, 1933.
- Il minorenne nei codici vigenti, Città di Castello, Società Anonima Tip. Leonardo da Vinci, 1933.
- Arte delittuosa, Napoli, stampa Guida, 1934.
- Omesso impedimento di un evento dannoso o pericoloso, Città di Castello, Società Anonima Tip. Leonardo da Vinci, 1934.
- Stati emotivi o passionali, Città di Castello, Società Anonima Tip. Leonardo da Vinci, 1934.
- L'articolo 116 del Codice Penale, Città di Castello, Società Anonima Tip. Leonardo da Vinci, 1935.
- Consenso dell'offeso, Milano, Societa editrice libraria, 1935.
- Iter criminis, Milano, Societa editrice libraria, 1935.
- Legittimità di difesa non di resistenza, Città di Castello, Società Anonima Tip. Leonardo da Vinci, 1935.
- Mancata esecuzione dolosa di un provvedimento del giudice, Città di Castello, Società Anonima Tip. Leonardo da Vinci, 1935.
- Oscenità ed opera d'arte, Milano, Vallardi, 1935.
- Psicanalisi e criminologia, Città di Castello, Società Anonima Tip. Leonardo da Vinci, 1935.
- Aggiotaggio, Città di Castello, Società Anonima Tip. Leonardo da Vinci, 1936.
- Gli articoli 499 e 500 del Codice penale, Città di Castello, Società Anonima Tip. Leonardo da Vinci, 1936.
- Casse mutue per malattie ed enti pubblici, Città di Castello, Società Anonima Tip. Leonardo da Vinci, 1936.
- Circonvenzione di persone incapaci, Città di Castello, Società Anonima Tip. Leonardo da Vinci, 1936.
- In tema di mancata esecuzione dolosa di un provvedimento del giudice, Città di Castello, Società Anonima Tip. Leonardo da Vinci, 1936.
- Nostalgia e malinconie... procedurali, Città di Castello, Società Anonima Tip. Leonardo da Vinci, 1936.
- La tutela penale della proprietà industriale, Città di Castello, Società Anonima Tip. Leonardo da Vinci, 1936.

## Omaggi
Il 28 marzo 1961, la commissione Consiliare per la toponomastica del comune di Torre Annunziata, intitolò a Sandulli la strada situata ad ovest dell'ufficio postale.